# Xanthopenthes variolosus
Xanthopenthes variolosus là một loài bọ cánh cứng trong họ Elateridae. Loài này được Candèze miêu tả khoa học năm vào 1878.